# Liste der geänderten Ortsnamen in Mosambik nach 1975
Eine Vielzahl der ursprünglichen portugiesischen Ortsbezeichnungen (exonymische koloniale Oikonyme) in der früheren portugiesischen Kolonie von Mosambik erhielten nach dessen Unabhängigkeit 1975 im Zuge der Entkolonialisierungsbemühungen neue Namen.
Ohne Anspruch auf Vollständigkeit, werden im Folgenden die wichtigsten Umbenennungen aufgelistet, nach Provinzen sortiert.
| Kolonialname          | heutiger Name                                   | Provinz          |
| --------------------- | ----------------------------------------------- | ---------------- |
| Vila Porto Amélia     | Pemba                                           | Cabo Delgado     |
| Vila Alferes Chamusca | Caniçado (Guijá)                                | Gaza             |
| Aldeia da Madragoa    | Chilembene                                      | Gaza             |
| Vila Gomes da Costa   | Alto Changane                                   | Gaza             |
| Vila Pinto Teixeira   | Mabalane                                        | Gaza             |
| João Belo             | Xai-Xai                                         | Gaza             |
| Vila Trigo de Morais  | Chókwè                                          | Gaza             |
| Malvérnia             | Chicualacuala (offiziell Vila Eduardo Mondlane) | Gaza             |
| Vila Gouveia          | Catandica                                       | Manica           |
| Vila Pery             | Chimoio                                         | Manica           |
| Lourenço Marques      | Maputo                                          | Maputo (Stadt)   |
| Vila Salazar          | Matola                                          | Maputo (Provinz) |
| Vila António Enes     | Angoche                                         | Nampula          |
| Fernão Veloso         | Nacala                                          | Nampula          |
| Augusto Cardoso       | Metangula                                       | Niassa           |
| Belém                 | Mitande                                         | Niassa           |
| Vila Cabral           | Lichinga                                        | Niassa           |
| Valadim               | Mavago                                          | Niassa           |
| Miranda               | Macaloge                                        | Niassa           |
| Nova Cacém            | ?                                               | Niassa           |
| Nova Santarem         | ?                                               | Niassa           |
| Nova Viseu            | ?                                               | Niassa           |
| Vila de Novo Freixo   | Cuamba                                          | Niassa           |
| Olivença              | Lupilichi                                       | Niassa           |
| Nova Lusitânia        | Búzi                                            | Sofala           |
| Vila Fontes           | Caia                                            | Sofala           |
| Vila Machado          | Nhamatanda                                      | Sofala           |
| Vila Paiva de Andrada | Vila Gorongosa                                  | Sofala           |
| Vila Vasco da Gama    | Chiputo                                         | Tete             |
| Vila Coutinho         | Ulongué                                         | Tete             |
| Vila Santiago Maior   | Tete                                            | Tete             |
| Vila Mouzinho         | ?                                               | Tete             |
| Vila Caldas Xavier    | Kambulatsitsi                                   | Tete             |
| Vila Junqueiro        | Gurué                                           | Zambezia         |